# Halenkov
Halenkov (niem. Franzenschlag) – gmina w Czechach, w powiecie Vsetín, w kraju zlińskim. Według danych z dnia 1 stycznia 2012 liczyła 2427 mieszkańców.